# آموزش فیزیکی
آموزش فیزیکی (انگلیسی: Physical education) یا تربیت بدنی، به دوره‌های آموزشی اطلاق می‌شود، که مربوط به آمادگی جسمانی بدن انسان می‌باشد. این آموزش‌ها اغلب در دوران تحصیلات ابتدایی و متوسطه انجام می‌شود. آموزش فیزیکی شامل کسب و پردازش مهارت‌های حرکتی، توسعه و نگهداری آمادگی جسمانی برای تندرستی و سلامت، فراگیری و اعمال مهارت‌های حرکتی و کسب دانش دربارهٔ فعالیت‌های جسمانی می‌باشد.
آموزش فیزیکی یا تربیت بدني، که اغلب به اختصار PE شناخته می شود، موضوعی است که در مدارس سراسر جهان تدریس می شود. PE در طول آموزش ابتدایی و متوسطه تدریس می شود و یادگیری روانی، شناختی و موثر را از طریق فعالیت بدنی و اکتشاف حرکتی برای ارتقای سلامت و آمادگی جسمانی تشویق می کند. وقتی به درستی و به شیوه ای مثبت آموزش داده شود، کودکان و نوجوانان می توانند از مزایای سلامتی دریافت کنند که شامل کاهش خطر بیماری متابولیک، بهبود آمادگی قلبی تنفسی و سلامت روانی بهتر است. علاوه بر این، کلاس های ورزشی درس تربیت بدنی می تواند اثرات مثبتی بر رفتار و عملکرد تحصیلی دانش آموزان داشته باشد. تحقیقات نشان داده است که بین رشد مغز و ورزش همبستگی مثبت وجود دارد. محققان در سال 2007 دریافتند که در بین دانش‌آموزانی که 56 ساعت آموزش فیزیکی و تربیت بدنی در سال داشتند، در مقایسه با افرادی که 28 ساعت در سال تربیت بدنی داشتند، به مراتب بیشتر نمرات آزمون استاندارد شده هنرهای انگلیسی دست یافتند.
بسیاری از برنامه های تربیت بدنی در دنیا شامل آموزش بهداشت به عنوان بخشی از برنامه درسی تربیت بدنی می باشد. آموزش بهداشت، آموزش اطلاعات در مورد پیشگیری، کنترل و درمان بیماری‌ها است.
هدف یک برنامه تربیت بدنی مؤثر، توسعه سواد بدنی از طریق کسب مهارت‌ها، دانش، آمادگی جسمانی و اعتماد به نفس است. برنامه های درسی تربیت بدنی رشد سالم کودکان را تشویق می کند، علاقه مندی به فعالیت بدنی و ورزش را تشویق می کند، یادگیری مفاهیم بهداشت و تربیت بدنی را بهبود می بخشد، و با تفاوت در جمعیت دانش آموزان سازگار می شود تا اطمینان حاصل شود که هر کودک از مزایای سلامتی برخوردار است. این اصول اصلی از طریق مشارکت ورزشی، توسعه مهارت های ورزشی، آگاهی از آمادگی جسمانی و سلامت و همچنین سلامت روان و سازگاری اجتماعی اجرا می شوند.